# Emiliano Buale
Emiliano Buale (ur. 8 grudnia 1969) – lekkoatleta z Gwinei Równikowej, specjalizujący się w biegu na 800 metrów, olimpijczyk.
Jego jedyną, znaczącą, międzynarodową imprezą były w 1992 r., letnie igrzyska olimpijskie w hiszpańskiej Barcelonie. Buale wziął udział w jednej konkurencji: biegu na 800 metrów. Wystartował w 5. biegu eliminacyjnym, zajmując w nim ostatnie 7. miejsce. Czasem 1:58,95 uzyskał 3. najgorszy wynik eliminacji, przez co nie zdołał awansować do kolejnej fazy zawodów. Jednocześnie był to jego najlepszy wynik w karierze na tym dystansie. 

## Osiągnięcia
| Rok  | Impreza              | Miejsce   | Konkurencja        | Lokata     | Wynik   |
| ---- | -------------------- | --------- | ------------------ | ---------- | ------- |
| 1992 | Igrzyska olimpijskie | Barcelona | bieg na 800 metrów | eliminacje | 1:58,95 |

## Rekordy życiowe
- bieg na 800 metrów – 1:58,95 (1 sierpnia 1992, Barcelona).